# Cyd Charisse
Cyd Charisse (nascida Tula Ellice Finklea; Amarillo, 8 de março de 1922 — Los Angeles, 17 de junho de 2008) foi uma atriz e dançarina norte-americana.

## Carreira
Charisse estudou ballet em Los Angeles com Adolph Bolm e Bronislava Nijinska e subsequentemente dançou no Ballets Russes como "Celia Siderova" e depois "Maria Istromena". O rompimento da Segunda Guerra Mundial levou a divisão da companhia e, retornando para Los Angeles, David Lichine lhe ofereceu um papel de dançarina em Something to Shout About. Isso lhe rendeu a atenção do coreógrafo Robert Alton (o mesmo que também descobriu Gene Kelly) e logo ela se uniu ao corpo dançante de Arthur Freed da MGM, onde se tornou dançarina de ballet residente.
Charisse é principalmente lembrada por suas parcerias no cinema com Fred Astaire e Gene Kelly.
Sua primeira aparição com Astaire foi em uma breve cena em no filme Ziegfeld Follies(1946). Sua próxima aparição com ele foi como papel feminino principal em The Band Wagon (1953) onde dançou com Astaire nas aclamadas coreografias "Dancing in the Dark" e "Girl Hunt Ballet".

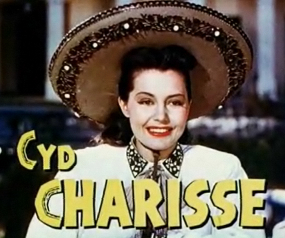
Cyd Charisse em "Fiesta" (1947)

Em 1957 ela se reuniu com Astaire na versão cinematográfica de Silk Stockings, um remake musical de Ninotchka, com  Charisse no papel que foi de Greta Garbo.
Como Debbie Reynolds não era uma dançarina treinada, Gene Kelly escolheu Charisse para ser sua parceira no celebrado final de ballet de Cantando na chuva (1952), posteriormente co-estrelou com Kelly em Brigadoon. Ela novamente obteve o papel feminino principal ao lado de Kelly no seu penúltimo musical  da MGM It's Always Fair Weather (1956).
Após o declínio dos musicais no final dos anos 50, Charisse se aposentou da dança mas continuou realizando pequenas participações em filmes e produções de TV até os anos 90.

## Filmografia
- Something to Shout About - Canta Coração, ao lado de Don Ameche (1943)
- Mission to Moscow (1943)
- Thousands Cheer (1943)
- The Harvey Girls (1946)
- Ziegfeld Follies, ao lado de Fred Astaire, (1946)
- Three Wise Fools (1946)
- Till the Clouds Roll By (1946)
- Fiesta (1947)
- The Unfinished Dance (1947)
- On an Island with You (1948)
- The Kissing Bandit (1948)
- Words and Music (1948)
- East Side, West Side (1949)
- Tension (1950)
- Mark of the Renegade (1951)
- Singin' in the Rain - (Cantando na chuva), por Gene Kelly e Stanley Donen, (1952)
- The Wild North (1952)
- Sombrero (1953)
- The Band Wagon - (Roda da Fortuna), (1953)
- Easy to Love (1953) (Cameo)
- Brigadoon - (A lenda dos beijos perdidos), por Vincent Minnelli, (1954)
- Deep in my Heart - (Para sempre em meu coração), por Stanley Donen, (1954)
- It's Always Fair Weather (1955)
- Meet Me in Las Vegas (1956)
- Silk Stockings - (Meias de Seda), (1957)
- Twilight for the Gods (1958)
- Party Girl (1958)
- Black Tights (1960)
- Five Golden Hours (1961)
- Two Weeks in Another Town (1962)
- Assassination in Rome (1965)
- The Silencers (1966)
- Maroc 7 (1967)
- Film Portrait (1973) (documentary)
- Won Ton Ton, the Dog Who Saved Hollywood (1976)
- Guerreiros da Atlântida - Warlords of Atlantis, (1978)
- Private Screening (1989)
- That's Entertainment! III (1994)